# Região Metropolitana do Sul da Flórida
A Região Metropolitana do Sul da Flórida (em inglês:  South Florida metropolitan area) também conhecida como área metropolitana de Miami é a maior região metropolitana do sudeste dos Estados Unidos, abrangendo partes do litoral da costa leste da Flórida. A região abrange os condados de Miami-dade, Broward e Palm Beach. Os três condados mais populosos da Flórida. As principais cidades são Miami, Fort Lauderdale, Pompano Beach, Boca Raton e West Palm Beach.
Segundo o censo de 2000, a área urbanizada tinha 2,890.7 quilômetros quadrados, com uma população de 4.919.036, e uma densidade populacional de 1,701 quilómetro quadrado. Miami e Hialeah  tinham uma densidade populacional de mais de 10.000 habitantes por quilômetro quadrado.  A Área Urbanizada de Miami foi a quinta maior área urbanizada nos Estados Unidos em 2000.
Em 2006, a população era de 5.463.857 habitantes. Apenas 544.821 habitantes viviam na área rural, ou seja 90,18% da população vivia na área urbana.

## Divisões
A área metropolitana de Miami é composta por três distintas divisões metropolitanas, subdividindo a região com três condados: Miami-dade, Broward e Palm Beach.
| Divisões da Região Metropolitana               | 2007 População |
| ---------------------------------------------- | -------------- |
| Miami--Miami Beach—Kendall                     | 2.478.745      |
| Fort Lauderdale--Pompano Beach—Deerfield Beach | 1.787.636      |
| West Palm Beach--Boca Raton—Boynton Beach      | 1.351.236      |

## Cidades
| Largest cities (Cidades com mais de 100.000 habitantes) |           |            |
| Citidade                                                | População | Condado    |
| Miami                                                   | 433.136   | Miami-Dade |
| Hialeah                                                 | 212.217   | Miami-Dade |
| Fort Lauderdale                                         | 183.606   | Broward    |
| Pembroke Pines                                          | 146.828   | Broward    |
| Hollywood                                               | 142.473   | Broward    |
| Coral Springs                                           | 126.875   | Broward    |
| Miami Gardens                                           | 108.862   | Miami-Dade |
| Miramar                                                 | 108.240   | Broward    |
| Pompano Beach                                           | 104.355   | Broward    |

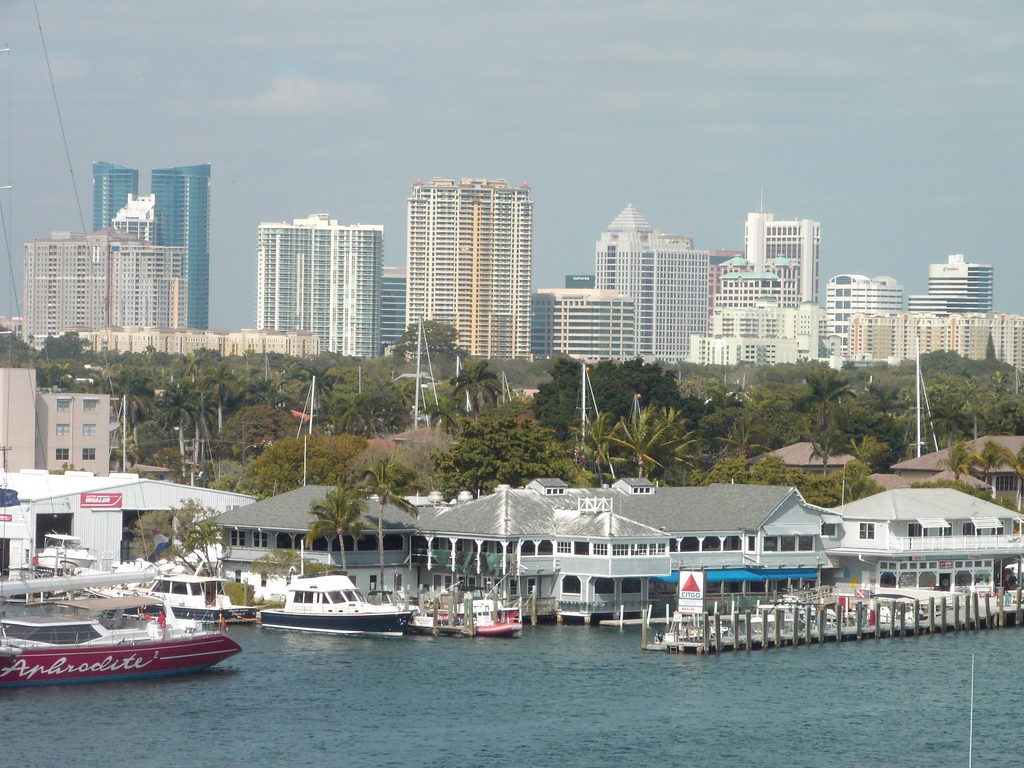
Fort Lauderdale

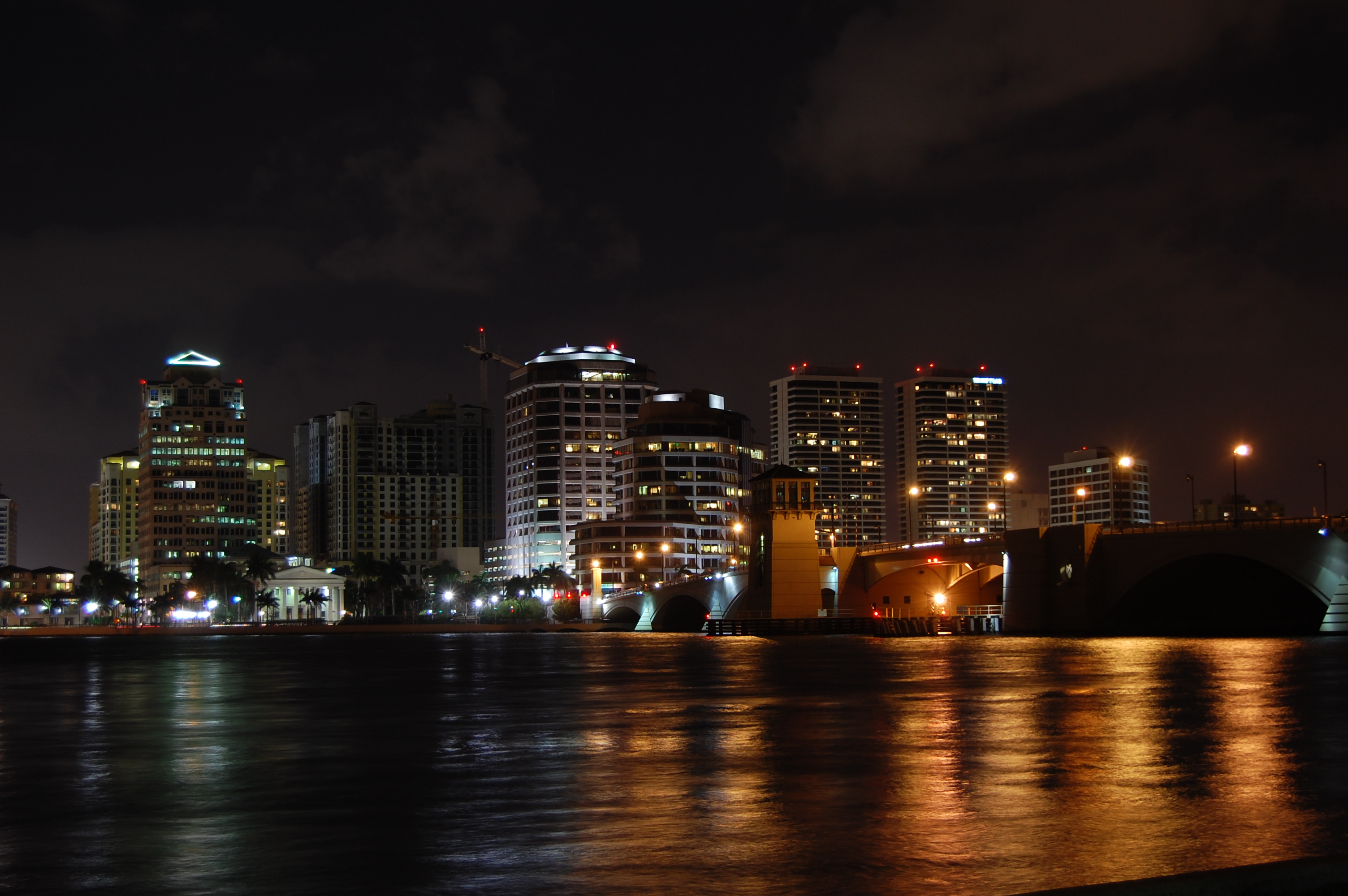
West Palm Beach

Em novembro de 2007, foram classificadas as principais cidades da região por condados:.
- Miami
- Fort Lauderdale
- Miami Beach
- West Palm Beach
- Pompano Beach
- Kendall
- Boca Raton
- Deerfield Beach
- Boynton Beach
- Delray Beach

### Cidades entre 10.000 a 100.000 habitantes
| - Aventura - Belle Glade - Boca Del Mar - Boca Raton - Boynton Beach - Brownsville - Coconut Creek - Cooper City - Coral Gables - Coral Terrace - Country Club - Country Walk - Cutler Bay - Dania Beach - Davie - Deerfield Beach - Delray Beach - Doral - Fountainbleau - Glenvar Heights - Greenacres | - Hallandale Beach - Hamptons at Boca Raton - Hialeah Gardens - Homestead - Ives Estates - Júpiter - Kendale Lakes - Kendall West - Kendall - Key Biscayne - Kings Point - Lake Worth Corridor - Lake Worth - Lauderdale Lakes - Lauderhill - Leisure City - Lighthouse Point - Margate - Miami Beach - Miami Gardens - Miami Lakes - Miami Shores | - Miami Springs - Miramar - North Lauderdale - North Miami Beach - North Miami - North Palm Beach - Oakland Park - Ojus - Olympia Heights - Opa-Locka - Palm Beach Gardens - Palm Beach - Palm Springs - Palmetto Bay - Palmetto Estates - Pinecrest - Pinewood - Plantation - Princeton - Richmond West | - Riviera Beach - Royal Palm Beach - Sandalfoot Cove - Scott Lake - South Miami Heights - South Miami - Sunny Isles Beach - Sunrise - Sunset - Sweetwater - Tamarac - Tamiami - The Crossings - The Hammocks - Wellington - West Little River - West Palm Beach - West Park - Westchester - Weston - Westwood Lakes - Wilton Manors |

### Cidades com menos de 10.000 habitantes
| - Atlantis - Bal Harbour - Bay Harbor Islands - Belle Glade Camp - Biscayne Park - Boca Pointe - Boulevard Gardens - Briny Breezes - Broadview Park - Canal Point - Century Village - Cypress Lake - Dunes Road - El Portal - Fisher Island - Florida City - Franklin Park - Fremd Village-Padgett Island - Gladeview - Glen Ridge - Godfrey Road - Golden Beach | - Golden Lakes - Golf - Goulds - Gulf Stream - Gun Club Estates - Haverhill - High Point - Highland Beach - Hillsboro Beach - Hillsboro Pines - Hillsboro Ranches - Homestead Base - Hypoluxo - Indian Creek - Islandia - Juno Beach - Juno Ridge - Jupiter Inlet Colony - Lake Belvedere Estates - Lake Clarke Shores - Lake Harbor | - Lake Park - Lakes by the Bay - Lakeside Green - Lantana - Lauderdale-by-the-Sea - Lazy Lake - Limestone Creek - Manalapan - Mangonia Park - Medley - Mission Bay - Naranja - North Bay Village - Ocean Ridge - Pahokee - Palm Beach Shores - Palm Springs North - Pembroke Park - Plantation Mobile Home Park - Pompano Estates - Richmond Heights - Roosevelt Gardens | - Royal Palm Estates - Schall Circle - Sea Ranch Lakes - Seminole Manor - South Bay - South Palm Beach - Southwest Ranches - Stacey Street - Sunshine Acres - Surfside - Tequesta - Three Lakes - University Park - Villages of Oriole - Virginia Gardens - Washington Park - West Miami - West Perrine - Westview - Whisper Walk |

## Demografia

### População
O sul da Flórida é uma região muito diversificada, com grande parte da população vinda de todas as partes da América Latina e Caribe, Europa, Canadá e Ásia. [carece de fontes?]